# Everything Everything
Everything Everything er et britisk indie rock band fra Manchester, der blev dannet i slutningen af 2007. Bandet har udgivet fire albums til dato – 2010's Man Alive, 2013's Arc, 2015 er, Get To Heaven, og i 2017, A Fever Dream – og har været meget anmelderroste. Deres arbejde var nomineret til Mercury Music Prize og har modtaget tre nomineringer til Ivor Novello-Award.

## Karriere

### Oprindelse og tidlige singler
Tre af de originale medlemmer er fra Northumberland, England - Jonathan Higgs (vokal, keyboards, laptop og guitar) voksede op i grænse landsbyen Gilsland , mens Michael Spearman (trommer, vokal) og Alex Niven (guitar, vokal) er fra Newbrough. De tre mødtes på Queen Elizabeth High School i Hexham, hvor de spillede musik sammen. Higgs fortsatte med at studere til en grad i Popular Music and Recording på Salford University, hvor han mødte Kent-fødte bassist Jeremy Pritchard. Higgs og Pritchard besluttet at danne et band, når uddannelsen var færdig.
Mod slutningen af 2006 havde Higgs og Niven udtænkt planer om at starte et band "med en slags Paul Morley-inspireret, poptimist æstetisk". Niven har beskrevet bandets navngivningsproces som følger: "ideen, som jeg så det, var at forsøge at tage moderne R&B-pop-musik og lave et vagt futuristisk projekt ud af det, og mellem de to af os, at vi valgte navnet Everything Everything, et form for détournement af en over-mættet medie kultur til noget idealistisk og ekspansivt". Med tilføjelse af Pritchard og Spearman, begyndte bandet at optræde i efteråret 2007. Pritchard minder om "Vi var oprindeligt mere punk, med mere guitar og ingen synths overhovedet. Det var lettest at spille koncerter som denne, og at vænne sig til at spille sammen. Men planen var altid at udvide vores lyd-repertoire, når vi havde muligheden/havde råd til udstyret!"
Bandet fik hurtigt opmærksomhed fra musikbranchen, og begyndte at arbejde med produceren David Kosten (Bat For Lashes, Faultline). Everything Everything udgav deres første single "Suffragette Suffragette" den 1. December 2008 gennem XL Recordings udløber Salvia, som en begrænset 7" vinyl udgivelse. Dette blev senere fulgt op af med udgivelsen af singlen "Photoshop Handsome", hvor vi så gruppen indarbejde synths i deres lyd for første gang, den 20 juli 2009, der også kun var tilgængelig i en begrænset 7" single. I efteråret 2009, udgav bandet  "MY KZ, UR BF" som endnu en vinyl-eksklusiv udgivelse, denne gang med pladeselskabet Young & Lost Club. Alle tre singler blev udgivet med ledsagende musikvideoer, hvoraf  "Suffragette Suffragette" og "Photoshop Handsome" var lavet udelukkende af bandet selv.
På dette tidspunkt, forlod Niven bandet for at forfølge en karriere inden for journalistik og blev erstattet af Guernsey-fødte guitarist Alex Robertshaw.
Everything Everything nåede longlisten BBC Sound of 2010 den 7. December 2009, en liste oprettet af Storbritanniens tastemakers, som stemmer på deres yndlings nye kunstnere.
Ikke længe efter nominering til BBC Sound of 2010, underskrev Everything Everything til den britiske del af Geffen Records , før de udgav singlen "Schoolin'" den 10 juni 2010 som en CD-single, digital download og også som en 7" vinyl. Singlen blev den første til at gøre en indvirkning på hitlisterne, debuterende på nummer 152.

### 2010-2012:Man Alive
Bandets debut album Man Alive (produceret af David Kosten) blev udgivet den 30 August 2010, og blev efterfulgt af en genudgivelse af singlen "MY KZ UR BF", der blev udgivet den 23 August 2010, debuterede på den Britiske hitliste som nummer 121. Albummet blev derefter udgivet en uge senere, debuterende på UK Albums Chart, som nummer 17.
Man Alive modtog stor kritisk ros fra nogle anmeldere, selv om andre var kritiske. New Musical Express døbte bandet som "pop's nye Picassoer" og udtalte "der er tre beskidte ord i indie lige nu: ambition, intellekt og indsats. Everything Everything passer ikke kun de vilkår, de stangspringer over dem." BBC Music hyldede bandets "glans", og bemærkede, "denne Manchester-kvartet flygter fra enhver identikit indie klike, kaster stadigt skiftende, proteanske soniske figurer... EE er bevidst excentrisk, og uendeligt underholdende, men de ved mere end de fleste, hvordan man udformer en sang, hvordan man laver et album. De ved, hvordan man giver det dybde, lys og mørke, og de ved – helt afgørende – hvornår de skal stoppe." Drowned in Sound roste bandets er "rent og skær voldsomme selvtillid" og beskrev albummet som indeholdende "nogle temmelig kække ting... dette er et band der vil steder hen – de ved det, og vi ved det." Ian Cohen skrev i Pitchfork Media, at albummet var "et bevis på, at entusiastiske eksperimenter ikke kan redde dit endelige produkt, når de underliggende elementer er så uforenelige, og uappetitlige" og kritiserede Higgs' "irriterende stemme".
Den 19 juli 2011 blev Man Alive nomineret til 2011's Mercury Prize (selv om den tabte til PJ Harvey's Let England Shake).
I maj 2011 spillede Everything Everything til Radio 1's Big Weekend i Carlisle. Dette var en koncert i nærheden af hjemmet for Jonathan Higgs, der voksede op i Gilsland kun et par mil væk. På den 28 November, 2011 (sammen med lokale Manchester musikere Badly Drawn Boy , og I Am Kloot) Everything Everything blev udført som en del af Billie Butterfly velgørenhedskoncerten, for at skaffe midler til Amerikansk medicinsk behandling til Billie Bainbridge, en lokal ung pige diagnosticeret med en sjælden form for hjernesvulst.
Bandet gik på som at støtte for Snow Patrol i februar 2012, og Muse i November og December.

### 2012-2014:Arc
I 2012, genoptog Everything Everything arbejdet med David Kosten på indspilningerne til deres andet album. Den første single fra sessionerne var "Cough Cough", udgivet den 28. August 2012: hvorefter bandet annoncerede at deres andet album "Arc", ville blive udgivet i begyndelsen af 2013. Nyt materiale fra dette album blev spillet til deres UK tour, der dækkede fra d. 13 September til 26. oktober 2012.
Arc blev udgivet den 14. januar 2013, og debuterede som nummer 5 på den britiske albumhitliste. Higgs bemærkede, at i forhold til kompleksiteten af de sange, om Man Alive, var sangskrivning på Arc ment til at være en enklere destillation af hans ideer, og et mere direkte udtryk for sine følelser. I et interview med the New Statesman, forklarede han, at det nye album var "langt mere åben. Det er langt mindre rodet og langt mindre svært at finde ud af, hvad der foregår, eller hvad jeg siger. Jeg tror, vi har prøvet at glatte det ud og gøre det mindre distraherende og mere solidt og stærkt. Der er færre steder at skjule sig tror jeg, så det er det vigtigste. Det er nu klart, hvem der gør hvad. Det tog os lang tid at blive sikre nok til at gøre det."
Albummet blev hyldet som "endnu en tour de force" af The Observer, selv om The Guardian var mere sparsom med ros - "Det urytmiske startnummer Cough Cough kan fremvise dem på deres mest selv-bevidste mærkelighed, men The Peaks er i den modsatte ende af spektret, forsøgende at nå den slags stadion melankoli, som er elsket af Elbow eller Coldplay. Uundgåeligt mangler Arc sammenhæng; det er lyden af et band, der er ved at finde ud af, hvem de ønsker at være. Forhåbentlig vil det være bandet, der kombinerer begge tilstande problemfrit, som de gør på Kemosabe og Armourland, et glat stykke af robo-pop, som forbinder sociale nedbrud med de følelsesmæssige barrierer, vi alle sætter op.".
New Musical Express betragtede albummet som et "slankere, mere relaterbart bæst end sin forgænger... Den selvbevidste risikerede at blive betragtet som innovatører og billedstormere, som lejlighedsvis rodede deres debut til er fraværende her: det er et album, mindre bekymret om facaden, end følelsen... Langsomt, men sikkert, er de på vej mod noget ekstraordinært." Anmeldelsen ledte også opmærksomhed på albummets temaer om teknologi og menneskelig respons: "Pop's unge fremtidsforskere har skrevet et album om, hvor skræmmende fremtiden er. De sammenflettede temaer om teknologi og fravær er udbredt gennem Arc."
En tredje single fra Arc - "Duet" - blev udgivet den 25. Marts 2013 på 7" vinyl.
"Kemosabe" blev nomineret som Best Contemporary Song til 2014's Ivor Novello Awards, og vandt "UK Single of the Year" til The Music Producers Guild Awards.

### 2015-2016:Get to Heaven
D. 17 februar 2015, udgav bandet singlen "Distant Past" med Zane Lowe på BBC Radio 1 og navngav den som "Hottest Record in the World'. Bandets tredje album, Get to Heaven, blev udgivet den 22 juni 2015. BBC Entertainment reporter Mark Savage sagde: "Ebola, manglende fly, halshugninger, fremkomsten af UKIP. De er ikke de sædvanlige emner for et top 40 hit, men det er præcis, hvad alt-pop band Everything Everything har skrevet om i løbet af det seneste år [...] Teksterne blev inspireret af at Manchester-bandet tog et år fri fra touring, og Higgs begyndte at se rullende nyheder på i et loop". Higgs fortalte Savage, "Efter at vi var færdig med albummet, læste jeg teksten igennem, og jeg indså, at jeg havde skrevet en gyser bibel".
Videoen til bandets nye single 'Spring / Sun / winter / Dread' blev delt den 31 juli 2015. Jonathan Higgs overtog produktionen af videoen. Han sagde, via en pressemeddelelse, at "Den sang, taler om årstiderne passerer og bliver ældre, så vi ønskede at koncentrere sig om Solen, og gøre det til en slags undertrykkende kraft - positive og livgivende, men også brænde og destruktive. Vi brugte ultraviolette og Infrarøde kameraer til at få et kig på solen skader på vores hud, og give det hele en fremmed udseende. Vi skød i et stenbrud, så vi kunne have en klar horisont og en tør, varm, ørken scene. De fleste af solens effekter blev afsluttet bagefter, fordi vi tog en regnfuld dag for at skyde, selvom vi gjorde alt silver spray i for at få nogle gode lys refleksioner og tilføje til heatproof/astronaut føler."
Den 2. september 2016, udgav Everything Everything den nye single, "I Believe It Now" for BT Sport, til brug under Premier League shows. De har annoncerede også, at de arbejdede på et 4. album, og Higgs kommenterede, at dets tekster "uundgåeligt" ville blive påvirket af Brexit.

### 2017-nutiden:A Fever Dream
Den 13 juni 2017 annoncerede Everything Everything et nyt Album "A Fever Dream", som blev udgivet på verdensplan den 18. august 2017.

## Musikalske stil
Everything Everything er kendt for en yderst eklektisk og dynamisk stil, med kompleks sangkonstruktion og mættede, detaljerede tekster, der synges i falset af Jonathan Higgs. Mens hovedsageligt et alternativt rockband med direkte popstiliseringer, bruger bandet produktion og rytmisk tilgang tættere på moderne R&B, glitch pop og electronica (herunder kraftig brug af laptop-programmering og bearbejdning) og sangskrivnings metoder svarende til progressiv eller psykedelisk rock. Kritiker Paul Lester har sammenlignet Everything Everythings lyd med "et oprør i en melodifabrik" og sammenlignet dem med "Timbaland, hvis han vendte et skævt øre til Yes". I the Guardian, beskriver Mark Beaumont bandet som "den mest indviklede, strømlinede fusion endnu af math-rocks ærkekompleksitet, electronicas 80'er besættelse og hooks lavet af mobiltelefonens indblanding."
Når de bliver spurgt om deres lyd i et interview med den Britiske musik-blog, There Goes the Fear i Leeds i oktober 2010, svarer sangeren Jonathan Higgs: "Vi tænker på det som primært rock. Vi forsøger på ikke at få det til at lyde som en masse ting, du har hørt før, ikke med vilje, men det har en tendens til at komme ud sådan. Vi er ikke rigtig interesserede i at kopiere visse genrer eller noget, så jeg tror, du vil kunne sige, at det er uforudsigelig, og en smule overraskende." Higgs har nævnt Nirvana, Radiohead, the Beatles, Destiny's Child, og R. Kelly som nogle af bandets meget eklektiske lager af påvirkninger.
Bassist Jeremy Pritchard har sagt, at bandets intention er "at undgå kliché, eller de klicheer som forventes af hvide mænd med guitarer fra Manchester" og opsummerer deres lyd som "yderst stiliseret og malplaceret – vi påvirkes af alt, bortset fra 12-bar blues." Han kommenterede også, "Der er ingen genrer jeg kan tænke på, at vi ikke har lært noget af. Vi deler alle et stort antal af basale lidenskaber som Radiohead, men vi kommer alle fra forskellige områder af populær musik: jazz og funk, moderne Amerikansk R'n'B, prog og krautrock, post-rock/punk/hardcore. Og vi elsker alle god ærlig pop. Vi er et rockband, så vidt vi er bekymrede." Han noterede, at bandets tekster "næsten altid er lagdelte med flere betydninger, og leger med ordspil, citater eller bogstavrim en hel del, men aldrig blot for at gøre det."
I et interview med Irish Times, sagde trommeslager Michael Spearman "Det lyder ret cheesy, men ting som Destiny's Child har vist sig lige så vigtige som The Beatles og Radiohead. Jeg formoder, at kærlighed til R'n'B kommer igennem på en måde. Vi siger normalt ikke  at "vi ønsker denne sang skal lyde som dette eller hint', vi forsøger at være så omskiftelige som muligt. Det er ligesom med The Beatles – de prøvede at spille det triste musik fra deres nutid, og ved at gøre det, ændrede de det næsten, så det blev til noget andet. Vi tænkte på... at forsøge at få Timbaland med ind, eller noget. Men vi besluttede ikke at gøre det, fordi det er en fin linje mellem at filtrere det musik man laver, eller bare abe efter ved at gå efter kilden til det... Vi elsker alle Michael Jackson og den slags; dance music generelt, eller bare den slags synkoperet musik. Det er noget, der forbinder os alle."

## Diskografi

### Studio albums
| Titel                                                                     | Detaljer                                                                                    | Højeste placering | Højeste placering | Højeste placering | Højeste placering |
| Titel                                                                     | Detaljer                                                                                    | UK                | AUS               | IRL               | SCO               |
| ------------------------------------------------------------------------- | ------------------------------------------------------------------------------------------- | ----------------- | ----------------- | ----------------- | ----------------- |
| Man Alive                                                                 | - Udgivet: 27 August 2010 - Pladeselskab: Geffen - Formater: CD, digital download, vinyl    | 17                | —                 | —                 | 40                |
| Arc                                                                       | - Udgivet: 14. Januar 2013 - Pladeselskab: Sony RCA - Formater: CD, vinyl, digital download | 5                 | —                 | 37                | 10                |
| Get to Heaven                                                             | - Udgivet: 22. Juni 2015 - Pladeselskab: Sony RCA - Formater: CD, vinyl, digital download   | 7                 | 29                | 45                | 17                |
| A Fever Dream                                                             | - Udgivet: 18 August 2017 - Pladeselskab: Sony RCA - Formater: CD, vinyl, digital download  | 5                 | 68                | 39                | 13                |
| "—" angiver et album, der ikke nåede hitlisterne eller ikke blev udgivet. |                                                                                             |                   |                   |                   |                   |

### Udvidede stykker
| Titel        | Detaljer                                                                                           |
| ------------ | -------------------------------------------------------------------------------------------------- |
| Schoolin'    | - Udgivet: 7. Juli 2010 - Pladeselskab: Vinyl Junkie Optagelser - Formater: CD, digital download   |
| My Kz, Ur Bf | - Udgivet: 16. April 2011 - Pladeselskab: Vinyl Junkie Optagelser - Formater: CD, digital download |
| Cough Cough  | - Udgivet: 5. Februar 2013 - Pladeselskab: Cult Records - Formater: Digital download               |

### Singler
| Single                                                                     | År   | Højeste placering | Højeste placering | Højeste placering | Højeste placering | Album            |
| Single                                                                     | År   | UK                | BEL               | MEX               | SCO               | Album            |
| -------------------------------------------------------------------------- | ---- | ----------------- | ----------------- | ----------------- | ----------------- | ---------------- |
| "Suffragette Suffragette"                                                  | 2008 | —                 | —                 | —                 | —                 | Man ALive        |
| "Photoshop Handsome"                                                       | 2009 | 129               | —                 | —                 | —                 | Man ALive        |
| "My Kz, Ur Bf"                                                             | 2009 | 121               | —                 | —                 | —                 | Man ALive        |
| "Schoolin' "                                                               | 2010 | 152               | —                 | —                 | —                 | Man ALive        |
| "Cough Cough"                                                              | 2012 | 37                | —                 | 40                | 49                | Arc              |
| "Kemosabe"                                                                 | 2013 | 48                | —                 | 34                | 65                | Arc              |
| "Duet"                                                                     | 2013 | —                 | —                 | —                 | —                 | Arc              |
| "Don't Try"                                                                | 2013 | —                 | —                 | —                 | —                 | Arc              |
| "Distant Past"                                                             | 2015 | 88                | 129               | —                 | 81                | Get to Heaven    |
| "Regret"                                                                   | 2015 | 119               | 89                | —                 | —                 | Get to Heaven    |
| "Spring / Sun / Winter / Dread"                                            | 2015 | —                 | —                 | —                 | —                 | Get to Heaven    |
| "No Reptiles"                                                              | 2015 | —                 | —                 | —                 | —                 | Get to Heaven    |
| "I Believe It Now"                                                         | 2016 | —                 | —                 | —                 | —                 | Non-album single |
| "Can't Do"                                                                 | 2017 | —                 | —                 | 44                | —                 | A Fever Dream    |
| "Desire"                                                                   | 2017 | —                 | —                 | —                 | —                 | A Fever Dream    |
| "—" angiver en single, der ikke nåede hitlisterne eller ikke blev udgivet. |      |                   |                   |                   |                   |                  |

## Musikvideoer
| Titel                            | År   | Direktør       |
| -------------------------------- | ---- | -------------- |
| "Suffragette Suffragette"        | 2008 | Jonathan Higgs |
| "Photoshop Handsome"             | 2009 | Jonathan Higgs |
| "MY KZ, UR BF"                   | 2009 | Jonathan Higgs |
| "Schoolin'"                      | 2010 | Nicos Livesey  |
| "MY KZ, UR BF" (version 2)       | 2010 | One In Three   |
| "Photoshop Handsome" (version 2) | 2010 | Jonathan Higgs |
| "Final Form"                     | 2011 | Jonathan Higgs |
| "Cough Cough"                    | 2012 | Jonathan Higgs |
| "Kemosabe"                       | 2012 | Jonathan Higgs |
| "Duet"                           | 2013 | Jonathan Higgs |
| "Don't Try"                      | 2013 | Jonathan Higgs |
| "Distant Past"                   | 2015 | Jonathan Higgs |
| "Regret"                         | 2015 | Jonathan Higgs |
| "Spring / Sun / Winter / Dread"  | 2015 | Jonathan Higgs |
| "No Reptiles"                    | 2015 | Jonathan Higgs |
| "Can't Do"                       | 2017 | Holly Blakey   |
| "Desire"                         | 2017 | Dave Tree      |
| "Night of the Long Knives"       | 2017 |                |

## Præmier og nomineringer
| År   | Organisation                              | Pris                            | Arbejde        | Resultat             |
| ---- | ----------------------------------------- | ------------------------------- | -------------- | -------------------- |
| 2009 | BBC                                       | Sound of 2010                   | N/A            | Nomineret            |
| 2011 | The Times                                 | Breakthrough Award              | N/A            | Vundet               |
| 2011 | XFM                                       | New Music Award                 | N/A            | Skabelon:Shortlisted |
| 2011 | NME                                       | Bedste Nye Band                 | N/A            | Nomineret            |
| 2011 | Ivor Novello Awards                       | Bedste Album                    | Man Alive      | Nomineret            |
| 2011 | Ivor Novello Awards                       | Bedste Sang Musikalsk Og Lyrisk | "My Kz, Ur Bf" | Nomineret            |
| 2011 | Saatchi & Saatchi New Director's Showcase | Bedste Nye Video Direktør       | Jonathan Higgs | Nomineret            |
| 2011 | Barclaycard Mercury Prize                 | Mercury Prize 2011              | Man Alive      | Skabelon:Shortlisted |
| 2011 | Q Awards                                  | Best New Act                    | N/A            | Nomineret            |
| 2012 | NME                                       | 50 Bedste sange 2012            | "Cough Cough"  | #30                  |
| 2014 | Music Producers Guild Awards              | UK Single of the Year           | "Kemosabe"     | Vundet               |
| 2014 | Ivor Novello Awards                       | Best Contemporary Song          | "Kemosabe"     | Nomineret            |

## Eksterne links
- Interview med Everything Everything Arkiveret 7. oktober 2010 hos  Wayback Machine
- Interview med Everything Everything på musicOMH Arkiveret 8. september 2010 hos  Wayback Machine
- Interview (2013
- musosguide.com Arkiveret 4. marts 2016 hos  Wayback Machine
- bbc.co.uk Arkiveret 25. september 2015 hos  Wayback Machine
- Everything Everything's kanal på YouTube